# 馬德鎮 (密蘇里州)
馬德鎮（英語：Mud Town）是位於美國密蘇里州華盛頓縣的鬼鎮。

## 地理
馬德鎮所處的海拔為高於海平面268米（即879英呎），而該地所採用的時區為UTC-6，即北美中部時區（CST）。同時該地設有夏令時間，為UTC-6調快一小時，即UTC-5（CDT）。